# یواس‌اس چارلستون (پی‌جی-۵۱)
یواس‌اس چارلستون (پی‌جی-۵۱) (به انگلیسی: USS Charleston (PG-51)) یک کشتی است که طول آن ۳۲۸ فوت ۶ اینچ (۱۰۰٫۱۳ متر) می‌باشد. این کشتی در سال ۱۹۳۶ ساخته شد.